# Municipio de Wilson (condado de Faulkner)
El municipio de Wilson (en inglés: Wilson Township) es un municipio ubicado en el condado de Faulkner en el estado estadounidense de Arkansas. En el año 2010 tenía una población de 1285 habitantes y una densidad poblacional de 16,53 personas por km².

## Geografía
El municipio de Wilson se encuentra ubicado en las coordenadas 34°58′10″N 92°16′53″O / 34.96944, -92.28139. Según la Oficina del Censo de los Estados Unidos, el municipio tiene una superficie total de 77.75 km², de la cual 77,61 km² corresponden a tierra firme y (0,19 %) 0,15 km² es agua.

## Demografía
Según el censo de 2010, había 1285 personas residiendo en el municipio de Wilson. La densidad de población era de 16,53 hab./km². De los 1285 habitantes, el municipio de Wilson estaba compuesto por el 94,47 % blancos, el 1,95 % eran afroamericanos, el 0,62 % eran amerindios, el 0,47 % eran asiáticos, el 0,39 % eran de otras razas y el 2,1 % eran de una mezcla de razas. Del total de la población el 1,87 % eran hispanos o latinos de cualquier raza.